# De Hoop (Roodkerk)
De Hoop is een poldermolen ten noorden van het Friese dorp Roodkerk, dat in de Nederlandse gemeente Dantumadeel ligt.

## Beschrijving
De Hoop werd in 1863 gebouwd bij het Groningse Scharmer. Na daar in 1895 al eens twee kilometer verplaatst te zijn, werd de molen in 1911 overgebracht naar zijn huidige locatie. Op advies van Provinciale Waterstaat werd in 1961 mechanische bemaling aangebracht, al bleef bemaling op windkracht mogelijk. De molen werd in 1961, 1969 en 1975 gerestaureerd. De Hoop, die eigendom is van de Stichting De Fryske Mole, wordt soms gebruikt als lesmolen voor vrijwillige molenaars.